# بنیاد حکمت اسلامی صدرا
بنیاد حکمت اسلامی صدرا یکی از نهادهای پژوهشی ایران در حوزه فلسفه است که در سال ۱۳۷۳ تأسیس شد. ریاست این بنیاد را سید محمد خامنه‌ای بر عهده دارد. بودجه این بنیاد در سال ۱۳۸۸ بالغ بر ۱۴۰ میلیارد ریال بوده است.
این بودجه در سال ۱۳۸۹ به ۳۵۰ میلیارد ریال افزایش یافت.

## کتابهای ترجمه شده
| نام اثر                                          | مترجم                 | نام نویسنده | سال شمسی | سال میلادی | ترجمه شده به زبان | ترجمه شده به زبان فارسی | نام انتشارات           | محل نشر |
| Development of Wisdom in Iran and in the World   | آ.حقیتی قزوینی        | -           | ۱۳۷۹     | ۲۰۰۰       | -                 | آری                     | SIPRIn                 | تهران   |
| Woman’s Human Rights                             | پ. رحیمی              | -           | ۱۳۸۰     | ۲۰۰۲       | -                 | آری                     | SIPRIn                 | تهران   |
| سیر حکمت در ایران و جهان                         | پروفسور واسیلینوف     | -           | ۱۳۸۲     | ۲۰۰۴       | پرتغالی           | -                       | بنیاد حکمت اسلامی صدرا | تهران   |
| Mulla Sadra’s Transcendent Philosophy            | رویا خویی             | -           | ۱۳۸۲     | -          | -                 | آری                     | SIPRIn                 | تهران   |
| مقدمه بر المشاعر ملاصدرا(به همراه اصل کتاب)      | ماپینگ                | -           | ۱۳۸۴     | -          | چینی              | -                       | بنیاد حکمت اسلامی صدرا | تهران   |
| ملاصدرا و حکمت متعالیه                           | حسین ماشینگوی         | -           | ۱۳۸۴     | -          | چینی              | -                       | بنیاد حکمت اسلامی صدرا | تهران   |
| الملاصدرا والحکمه المتعالیه                      | حیدر نجف              | -           | ۱۳۸۵     | ۲۰۰۷       | عربی              | -                       | بنیاد حکمت اسلامی صدرا | تهران   |
| The Qur’anic Hermeneutics of Mulla Sadra         | -                     | -           | ۱۳۸۵     | -          | -                 | آری                     | SIPRIn                 | تهران   |
| مسار الفلسفه فی ایران و العالم                   | حیدر نجف              | -           | ۱۳۸۵     | ۲۰۰۶       | عربی              | -                       | بنیاد حکمت اسلامی صدرا | تهران   |
| فلسفه الأنوثه، مع «رسالة حقوق المرأه فی الاسلام» | حیدر نجف              | -           | ۱۳۸۷     | -          | عربی              | -                       | بنیاد حکمت اسلامی صدرا | تهران   |
| Philosophy of Being a Woman                      | رویا خویی             | -           | ۱۳۸۶     | ۲۰۰۷       | -                 | آری                     | SIPRIn                 | تهران   |
| ملاصدرا و حکمت متعالیه                           | اکبر مختاری           | -           | ۱۳۸۶     | -          | کره ای            | -                       | بنیاد حکمت اسلامی صدرا | تهران   |
| الانسان فی رحله الوجود                           | حیدر نجف              | -           | ۱۳۸۷     | ۲۰۰۸       | عربی              | -                       | بنیاد حکمت اسلامی صدرا | تهران   |
| Imam Ali (‘a) and the World Peace                | رویا خویی             | -           | ۱۳۸۸     | ۲۰۰۹       | -                 | آری                     | SIPRIn                 | تهران   |
| Mulla Sadra’s Life, Character, and Philosophy    | رویا خویی             | -           | ۱۳۸۸     | -          | -                 | آری                     | SIPRIn                 | تهران   |
| حکمت متعالیه و ملاصدرا                           | شیخ طالب حسین الخزرجی | -           | -        | ۲۰۱۲       | پرتغالی           | -                       | -                      | برزیل   |
| Man on the Path of Being                         | رویا خویی             | -           | ۱۳۹۰     | -          | -                 | آری                     | SIPRIn                 | تهران   |
| ------------------------------------------------ | --------------------- | ----------- | -------- | ---------- | ----------------- | ----------------------- | ---------------------- | ------- |

## انجمن علمی تاریخ فلسفه
انجمن علمی تاریخ فلسفه یکی از تشکل‌های وابسته به بنیاد حکمت اسلامی صدرا است که «بمنظور گسترش، پیشبرد و ارتقای علمی در زمینه تاریخ فلسفه و علوم و تحقیقات پیرامونی؛ توسعه کیفی نیروهای متخصص و بهبود بخشیدن امور آموزشی و پژوهشی در زمینه کشف عظمت خدمات فلسفی و علمی ایران اسلامی» تشکیل شده‌است.
انجمن علمی تاریخ فلسفه که با نام اصلی انجمن ایرانی تاریخ فلسفه در شورای انجمنهای علمی ایران در تاریخ ۱۱مهر۱۳۸۷ به شماره ثبت۳۳۲۶۸ به عنوان زیر مجموعه بنیاد حکمت اسلامی صدرا به ثبت رسید.
هم اکنون انجمن تاریخ فلسفه با همکاری بنیاد حکمت اسلامی صدرا، برگزاری سلسله نشستهای دوره‌ای دربارهٔ تاریخ فلسفه را در دستور کار خود دارد که اولین دوره آن در مهرماه ۱۳۸۷ برگزار شده‌است. اولین جلسه مجمع عمومی انجمن علمی تاریخ فلسفه، پس از طی مراحل قانون ثبت اساسنامه و اخذ مجوز تشکیل از وزارت علوم، تحقیقات و فناوری جمهوری اسلامی ایران، در تابستان ۱۳۸۷ با حضور جمعی از استادان و محققان عضو در انجمن برگزار شد و اولین هیئت مدیره برای مدت چهار سال انتخاب گردید. هیئت مدیره انجمن تاریخ فلسفه متشکل از ۵ عضو اصلی، ۲ عضو علی‌البدل، یک بازرس اصلی و یک بازرس علی‌البدل است.
مشارکت در طرحهای مختلف گروههای چهارگانه «مرکز تدوین تاریخ جامع حکمت و فلسفه» از فعالیتهای جاری این انجمن است. این انجمن در زمینه‌های زیر فعالیت می‌کند:
- ۱- تحقیقات علمی و فرهنگی در سطح ملی و بین‌المللی که بنوعی با تاریخ فلسفه و علوم در ارتباط باشد.
- ۲- همکاری با نهادهای علمی، پژوهشی و اجرایی فعال در حوزه فلسفه، با محوریت تاریخ فلسفه.
- ۳- ارائه خدمات پژوهشی و آموزشی به محققان فعال در حوزه تاریخ فلسفه.
- ۴- برگزاری گردهماییهای ملی و بین‌المللی با موضوع تاریخ فلسفه

تاریخ فلسفه نشریه علمی این انجمن است که به مدیرمسئولی محمد خامنه‌ای و سردبیری حسین کلباسی اشتری به صورت فصلنامه چاپ می‌شود و دارای درجه علمی-پژوهشی است.